# 科斯莫斯 (明尼蘇達州)
科斯莫斯（英語：Cosmos）是一個位於美國明尼蘇達州米克縣的城市。

## 人口
根據2020年美國人口普查的數據，科斯莫斯的面積為2.59平方千米，當中陸地面積為2.53平方千米，而水域面積為0.06平方千米。當地共有人口507人，而人口密度為每平方千米196人。